# Piansano
Piansano település Olaszországban, Viterbo megyében. Lakosainak száma 1927 fő (2023. január 1.). Piansano Arlena di Castro, Cellere, Tessennano, Capodimonte, Valentano és Tuscania községekkel határos.

## Népesség
A település népessége az elmúlt években az alábbi módon változott:
| Lakosok száma | 2049 | 1975 | 1927 |
|               | 2017 | 2018 | 2023 |